# سيمون كيركي
سيمون كيركي (بالإنجليزية: Simon Kirke)‏ هو موسيقي وطبال بريطاني، ولد في 28 يوليو 1949 في لامبث ‏ في المملكة المتحدة.

## وصلات خارجية
- الموقع الرسمي
- سيمون كيركي على موقع IMDb (الإنجليزية)
- سيمون كيركي على موقع ميوزك برينز (الإنجليزية)
- سيمون كيركي على موقع إن إن دي بي (الإنجليزية)
- سيمون كيركي على موقع أول ميوزيك (الإنجليزية)
- سيمون كيركي على موقع ديسكوغز (الإنجليزية)
- سيمون كيركي على موقع قاعدة بيانات الفيلم (الإنجليزية)